# Nagy mara
A nagy mara vagy pampanyúl (Dolichotis patagonum) gyors, nyúlra és apró szarvasra egyaránt emlékeztető dél-amerikai rágcsáló, a törpe mara mellett nemének egyetlen képviselője. A vízidisznó és a hódok után a nagy mara a legtermetesebb rágcsálófaj a világon.

## Előfordulása
A faj Argentína középső és déli vidékein él.
Északon Catamarca és Córdoba tartományoktól a déli Santa Cruzig található meg. Főként pampákon és száraz pampákon, de ligetes erdőkben és száraz területeken él. Leginkább azokat a vidékeket kedveli, ahol bokrok és fák is nőnek, de nem hiányzik a hegyi sivatagokból sem. Északnyugat-Argentínában erdőkben is fellelhető. A Valdés-félszigeten a homokos bozótot részesíti előnyben.

## Rendszertana
Alfajai:
- Dolichotis patagonum centricola Thomas, 1902, Közép-Argentína
- Dolichotis patagonum patagonum Zimmermann, 1780, Dél-Argentína

Az alfajok leginkább bundájuk színében különböznek.
Legközelebbi rokona a törpe mara, amivel együtt a Dolichotis nemet alkotja. Ez önálló alcsaládot (Dolichotinae) alkot a tengerimalacfélék között.
A tengerimalacfélék legrégebbi fosszíliája a miocén végéről került elő Buenos Aires és Córdoba tartományokból.

## Megjelenése
A nagy mara feje leginkább egy rövid, hegyes fülű nyúléhoz, míg teste egy szarvaséhoz vagy más karcsú patáséhoz hasonlítható. Hosszú füleivel jól hall, ami a nyílt területeken fontos. Szeme nagy, és a fej oldalán található. Orra tompa, tapintószőrei fejlettek. Koponyáján feltűnő az orrcsont; ez nagy, és előrefelé kihegyesedik, de nem nyúl túl az állkapcsán. Homlokcsontja széles, könnycsontja nagyon nagy.
Fogképlete a tengerimalacfélékhez hasonlóan 1/1-0/0-1/1-3/3=20, így a felső állkapocs mindkét oldalán van egy metszőfog, szemfog nincs, egy elülső és három hátsó rágófog. A rágcsálókhoz hasonlóan metszőfogainak nincsen gyökere, és az állat egész életében nőnek. A nagyőrlők is folyamatosan nőnek. A szemfogak helyén foghíj marad.
Színezete sokban emlékeztet némely patásokéra: háta és feje teteje szürkés, az oldala felé világosodik, a pofa és a hasi rész sárgás homokszínű, míg a has hátsó része és a farok alatti folt fehér. Lábszárának felső részén feltűnő sötét csík látható. Bundája sűrű és rövid, összességében kefeszerűnek látszik. Nyúlhoz hosszú lába és füle miatt hasonlít. Farka majdnem csupasz, csonkszerű. Ujjainak száma mellső lábain négy, hátsó lábain három. Hátsó lábai patában, mellső lábai karmokban végződnek, amelyek az ásó életmódhoz alkalmazkodtak. Hátsó lába hosszabb és izmosabb, mint a mellső, és felkarja és combja rövidebb, mint az alkarja és az alsó lábszára. Hosszú lábával a patások szerepét tölti be. A párhuzamos evolúció jelei test szerte megtalálhatók. Ilyen például a kulcscsont eltűnése.
A kifejlett marák testhossza 69-75 centiméteres, amihez egy 4-5 centiméteres farok járul. A fajra 8-16 kilogrammos testtömeg jellemző. A hímek átlagos testsúlya 7,7, a nőstényeké 8,3 kg. A vízidisznó után a második legnagyobb rágcsálófaj.
Emésztő szervrendszere a többi tengerimalacféléhez hasonló. Gyomra egyszerű; a fermentáció a végbélben megy végbe. Ez azt jelenti, hogy a cellulózt bontó baktériumok a vakbélben élnek. A vastagbél alkalmazkodott ehhez a feladathoz, és szerkezete összetettebbé vált, és erősebben tekeredik fel. Ezt egészíti ki, hogy az állat megeszi az ürülékét is.
Különlegessége, hogy végbélmirigye a végbélnyílás és a faroktő között található. A többi tengerimalacféle végbélmirigye a végbélnyílás előtt van.

## Életmódja
A nyílt vidékek menekülő életmódjához alkalmazkodott, ezért érzékelése kiváló, lába hosszú, és kulcscsontja visszafejlődött. Ez képessé teszi a gyors menekülésre és a kommunikációra a nyílt vidékeken. Futás közben az antilopra vagy a szarvasra emlékeztet.

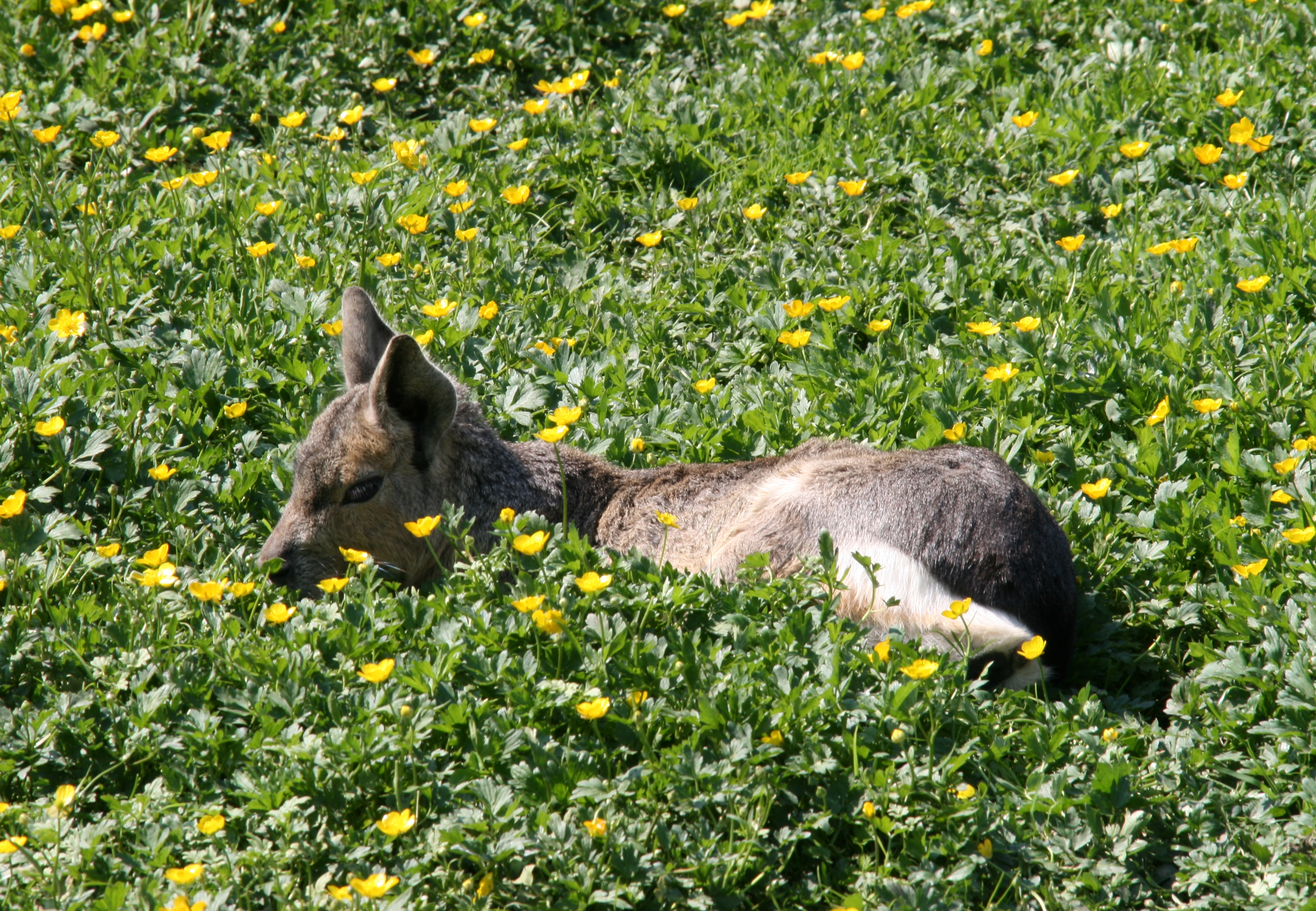
Legelő nagy mara

Általában nappal aktív, de aktivitása függ a környezeti tényezőktől. A sok napfény, a csapadék és az enyhe idő hatására többet mozog, ellenben a sötét, párás időt nem szereti. Télen egész nap, a többi évszakban csak reggel és késő délután tevékenykedik. Legjobban a 20 °C körüli hőmérsékletet kedveli.
Éjszakára nem ásnak maguknak üreget, hanem vagy más állatok üregeibe rejtőznek, vagy a növényzetben. A pár territóriumot tart fenn, amely megközelítőleg 40 hektáros méretű is lehet, de a területet csak kevéssé védelmezik. Egyszerre 10 hektárt foglalnak, de ennél nagyobb területen vándorolnak; egy év alatt 33-200, átlagosan 100 hektárt járnak be. Ezek a területek át is fedhetnek. A terület védelme egyébként is a hímre hárul, aki mindig hátramarad párja mögött, ügyelve a rivális hímek vagy ragadozók felbukkanására.
Növényevők, főleg fűfélékkel táplálkoznak, de fogyasztanak más lágyszárúakat, és a bokrok leveleit, kérgét, gyümölcseit is. A hegyi sivatagokban táplálékának 70%-a egyszikű, és 30%-a kétszikű. A fűfélék közül a Chloris, a Pappophorum és a Trichloris, a kétszikűek közül az Atriplex lampa, a Lycium és a Prosopis nemek fajait kedvelik. Megeszik a saját puha, ragadós ürüléküket is, így hasznosítják a lehető legjobban a nehezen emészthető, cellulóztartalmú táplálékot. Az ebből képződött ürülék már száraz, ezt már nem eszik meg. Hatékonyabban hasznosítják a táplálékot, mint a szarvasmarha vagy a juh, így súlyarányosan kevesebb fű elfogyasztásával beérik. A nap nagy részét (46%) evéssel töltik, de gyakran láthatók napfürdőzés közben is.
Támadás esetén a marák csak a menekülésre hagyatkozhatnak. Meglehetősen gyorsak, egy kilométeren keresztül képesek tartani a 45 km/h-s tempót. Mozgásuk rendkívül változatos: a séta mellett szökellhetnek, mint a nyúl, galoppozhatnak és négy lábon is ugrálhatnak. Ez utóbbi a menekülés módszere. Nyugalmi helyzetükben vagy a fenekükre ülnek, és mellső lábukkal támaszkodnak, vagy macskaszerűen fekszenek, mellső lábukat mellük alá rejtve. Mindkét testhelyzet szokatlan a rágcsálóknál; ezeket inkább nyulak szokták felvenni.

### Társas viselkedése

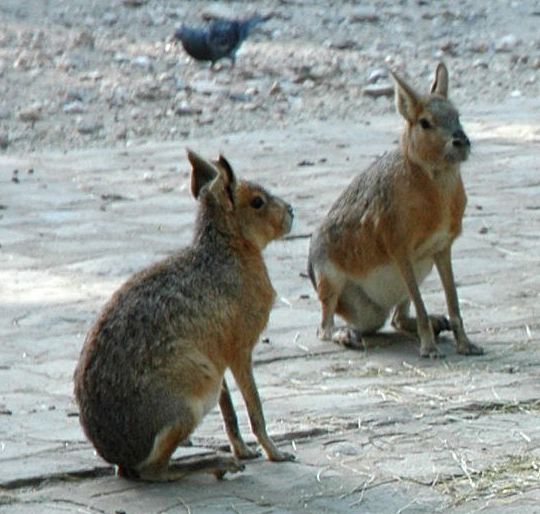
A pár

A mara monogám állat, a párok egy életre együtt maradnak. Ennek az oka a nőstény rövid termékeny periódusa. A párba állást a hím kezdeményezi a kiszemelt nőstény követésével. A hím vizeletével megjelöli párját, és ürülékével, és mirigyváladékával a territóriumot is. Ha a nőstény elfogadja a hímet, akkor megjelöli az arcán, de ez annak is a jele, hogy nem kész a párzásra. A vemhesség és a szoptatás alatt a nősténynek sokkal többet kell ennie, mint a hímnek, így a hím őrködik, amíg ő eszik.
Alkalomadtán, táplálékbőség idején nagyobb, akár 70 egyedet is számláló ideiglenes csapatok is létrejöhetnek. Ekkor a hímek rangsorrendet állítanak fel maguk között. Ehhez kapcsolódik a fenék mutogatása, a vizelettel való megjelölés, a csípőbe harapás és a kergetőzés. Legelés és lassú mozgás közben számos hanggal tartják a kapcsolatot. Jelenlétüket vinnyogással jelzik. Vészjelzésük röfögés, de az ismétlődő röfögés azt jelzi, hogy a mara követi társát. Kurkászás közben is hasonló hangokat adnak ki. A szőr felmeresztése és a fogak összeütögetése is a kommunikációt szolgálja. A szagjelek a bonyolult társas kapcsolatokat tartják össze. A nagy marák elegyengetik a földet, és megszimatolják, majd hajlított háttal ráülnek. A hím vizelete azt jelzi, hogy a nőstény foglalt. Mindkét viselkedés gyakoribb a párzási időszakban, és a hímeknél gyakoribb.

### Ragadozói
Fő ellenségeik a csíkos pampamacska, a Geoffroy-macska, a puma, a menyétféle Galictis fajok, és az argentin pamparóka. A kölyköket a Magellán-uhu és az óriásölyv is elragadhatja. A Wellcomia dolichotis fonálféreg a nagy marára specializálódott élősködő.

## Szaporodása

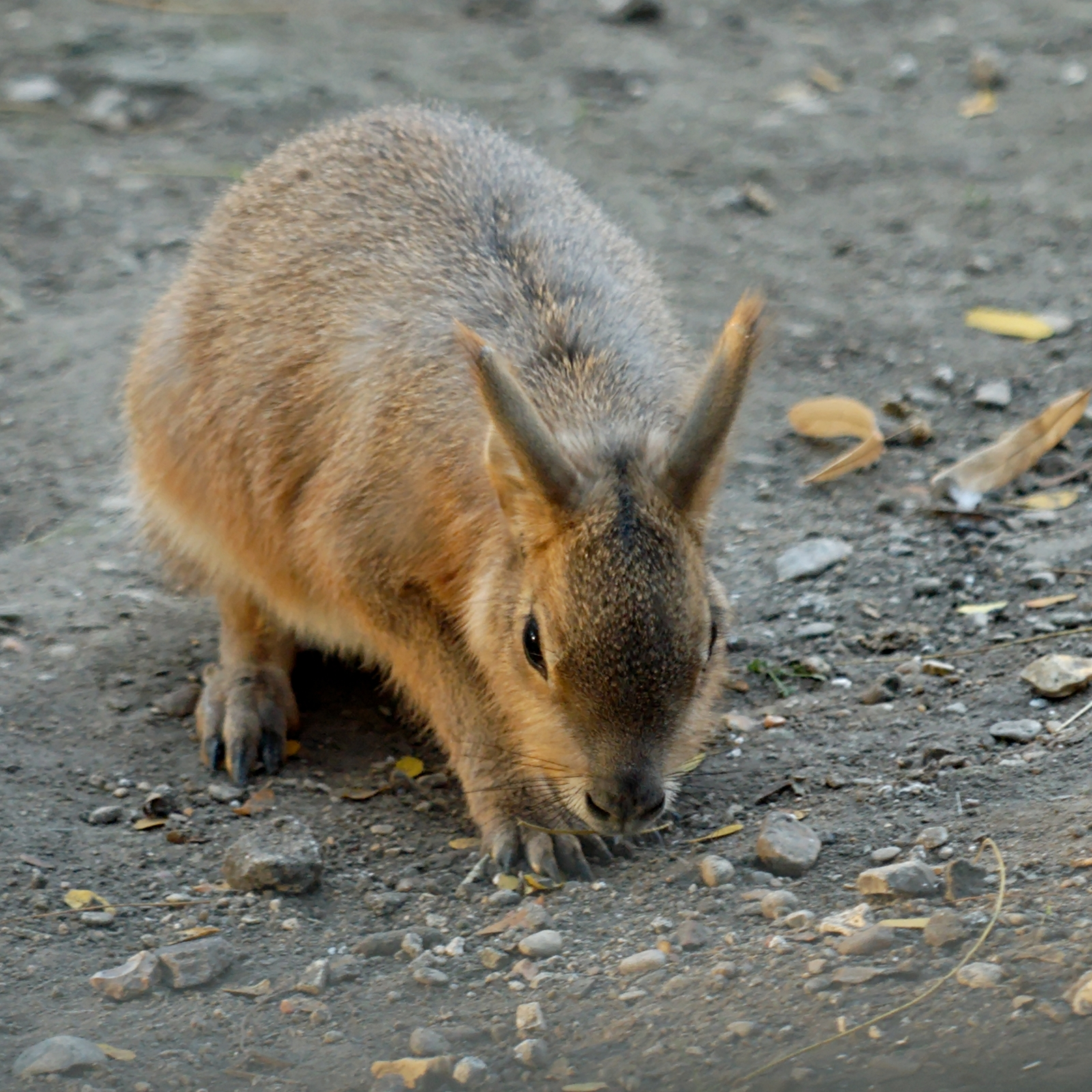
Kölyök

A nőstény csak nagyon rövid ideig kész a párzásra: 3-4 havonta mindössze fél óráig termékeny. Emiatt alakulhatott ki nála a szilárd párkapcsolatra épülő monogámia.
A monogámia főleg a rágcsálók esetében számít különleges szaporodási stratégiának. A pár évente jellemzően egy, ritkán két-három almot nevel fel, amelyek egyenként 1-3 kölyökből állnak. Fogságban akár évi négy almot is felnevelnek. A legtöbb kölyök tavasszal, augusztus és november között születik. A csúcspont szeptember-október. A vemhesség 91-110 napig tart, és a fejletten világra jövő kicsinyek egy általában más állat által kialakított üregben nőnek fel. Testsúlyuk születéskor 480 - 730 gramm.
A szülők nem távolodnak el 2,5 kilométernél messzebb a kotoréktól.
A mara hímek ebben az időszakban meglehetősen agresszívek más párokkal szemben, ennek ellenére több pár utódai is növekedhetnek egy mélyedésben, mivel a szülők csak szoptatáskor keresik fel kölykeiket, akiket szag és hang alapján azonosítanak. Egyszerre egy anya közelíti meg az üreget egy órára. Közben a többiek a közelben várnak a sorukra. Akár 33 kölyök is együtt nőhet fel. Egyes kölyköknek néha sikerül más anyától is szopniuk. Vitatott, hogy az elárvult kölykök így felnőhetnek-e. A kölykök közül sok nem éri meg a felnőttkort; a ragadozók mellett a kihűlés és a betegségek veszélyeztetik őket.
A kölykök három hétig maradnak együtt a kotorékban. Ezalatt játszanak egymással, és melengetik egymást. Az együtt nevelkedés további előnyeként a kölykök védettebbek a ragadozókkal szemben. Ezután követik szüleiket a táplálékkeresésben, de 13 hetes korukig még szopnak. Ez szokatlanul hosszú idő a rágcsálóknál.
A kis nagy marák gyorsan növekszenek, 2-3 hónap után már el is hagyják szüleiket. A nőstények 8 hónaposan már ivarérettek, a hímeknek erre még tovább kell várni. Várható élettartamuk a természetben 10 év, fogságban 14 év.

## Védettsége
A fajt elsősorban az Európából vadászati célra behurcolt táplálékkonkurrens mezei nyúl (Lepus europaeus) terjeszkedése és élőhelyének mezőgazdasági termelés kiterjesztése következtében bekövetkező pusztulása fenyegeti, a Természetvédelmi Világszövetség ezért rossz kilátásúnak nyilvánította. A vadászat kevéssé fenyegeti. Főleg húsáért vadásznak rá, vagy azért, hogy gereznájából takarót készítsenek. Hagyományosan Argentína közép-északi részétől majdnem Tűzföldig élt, de egyes helyekről, így Buenos Aires tartományból is eltűnt.
Fogságban rendkívül jól szaporodik, és igen népszerű állatkerti látványosság. Magyarországon a Budapesti Állatkertben, a Veszprémi Állatkertben, a Kecskeméti Vadaskertben, a Győri Állatkertben, a Nyíregyházi Állatparkban, a Miskolci Állatkertben, a Szegedi Vadasparkban, a Pécsi Állatkertben és a Debreceni Állatkertben látható.

## Képek
- Táplálkozás közben

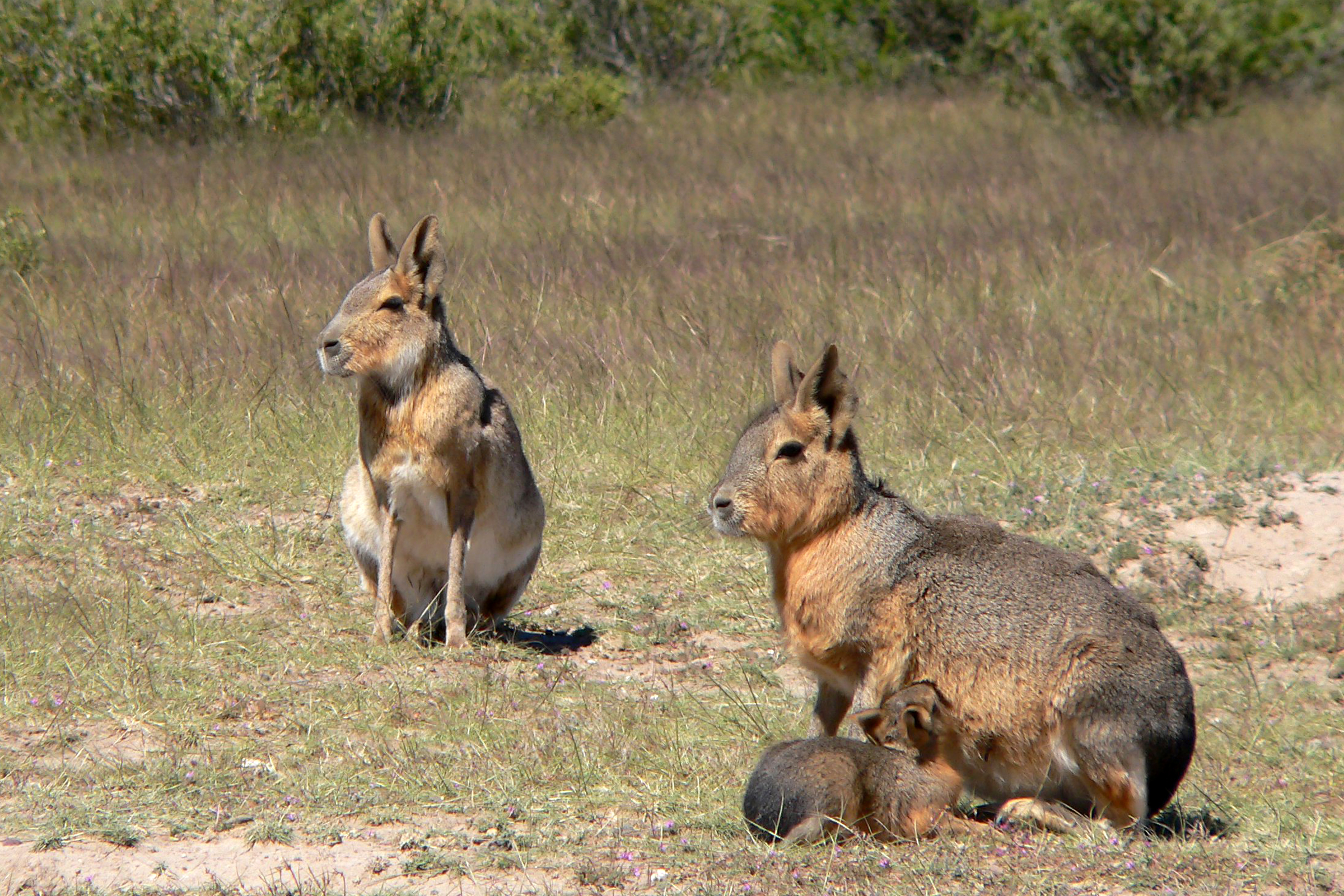
Pihenő mara család
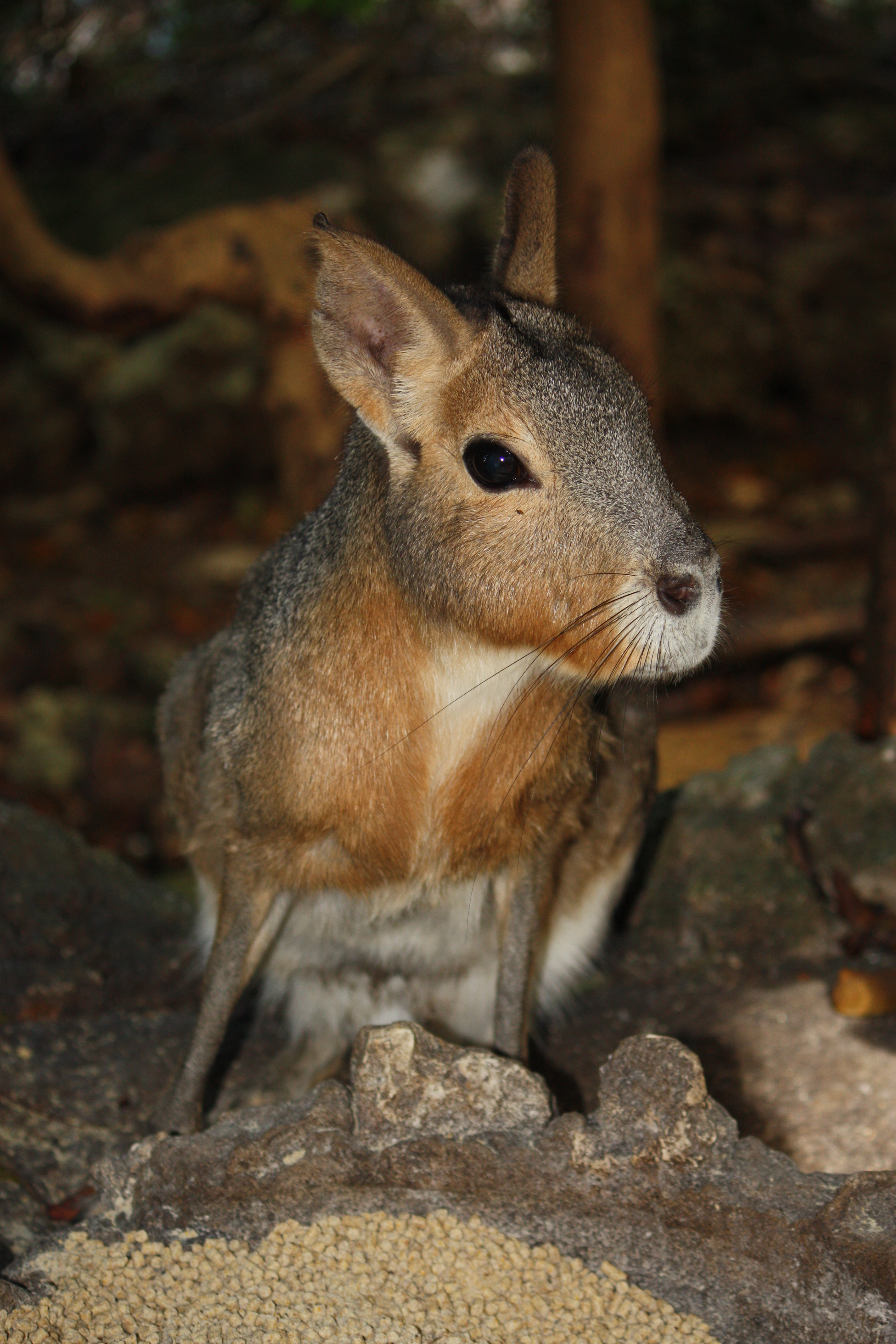
Egy barbadosi példány
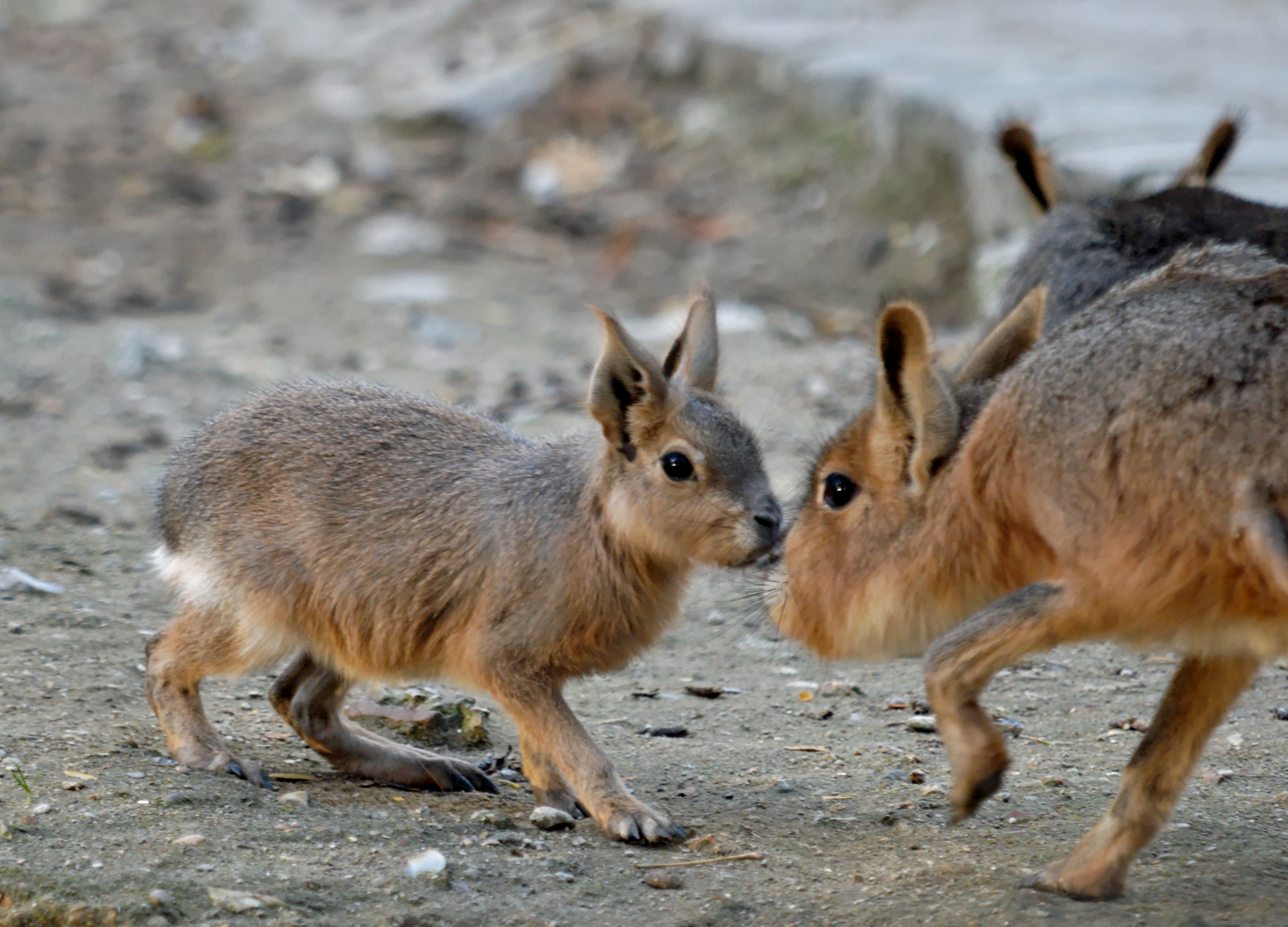
Ismerkedés
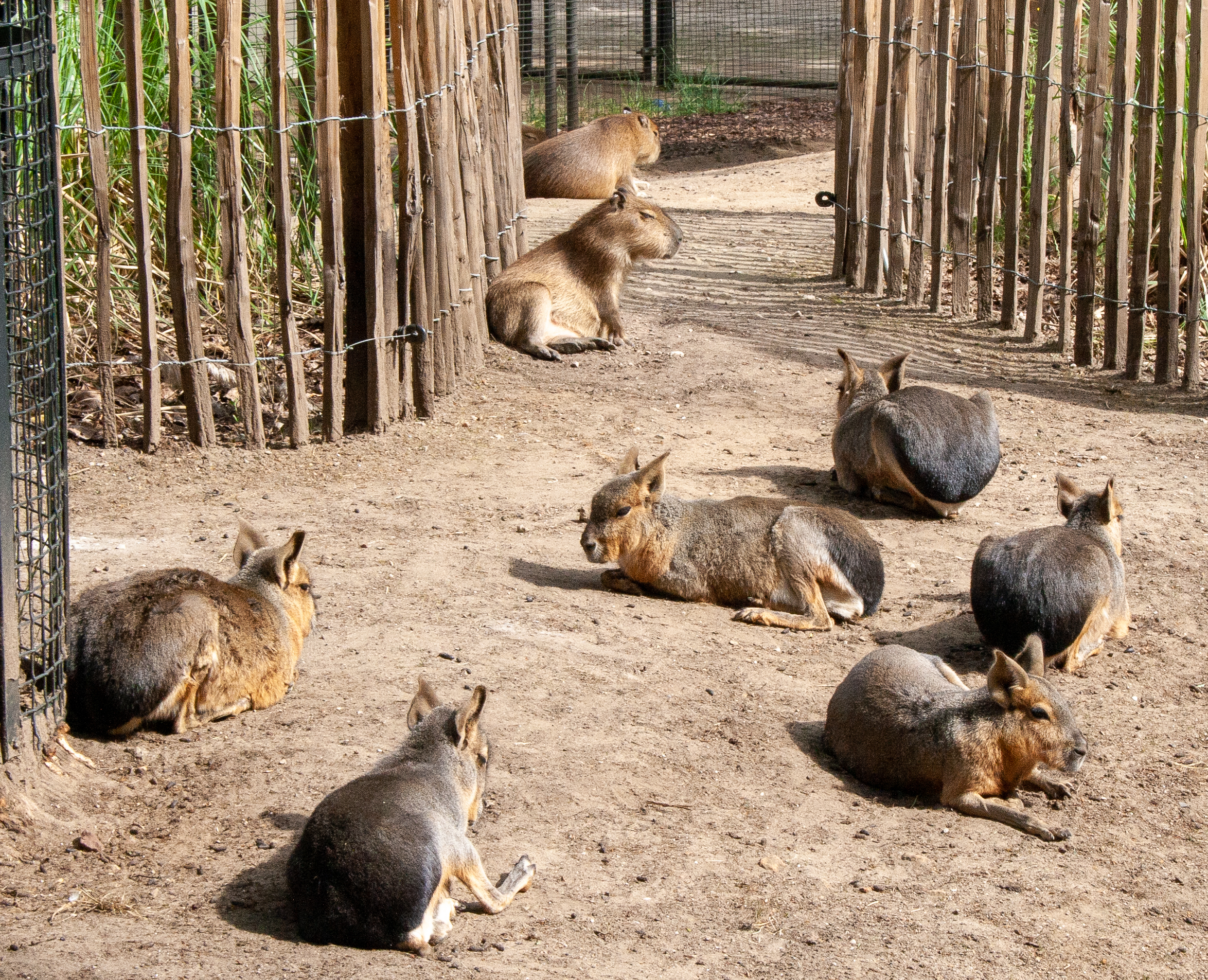
Az amszterdami állatkertben

## Fordítás
- Ez a szócikk részben vagy egészben  a   Großer Pampashase című német Wikipédia-szócikk fordításán alapul.  Az eredeti cikk szerkesztőit annak laptörténete sorolja fel. Ez a jelzés csupán a megfogalmazás eredetét és a szerzői jogokat jelzi, nem szolgál a cikkben szereplő információk forrásmegjelöléseként.
- Ez a szócikk részben vagy egészben  a   Patagonian mara című angol Wikipédia-szócikk fordításán alapul.  Az eredeti cikk szerkesztőit annak laptörténete sorolja fel. Ez a jelzés csupán a megfogalmazás eredetét és a szerzői jogokat jelzi, nem szolgál a cikkben szereplő információk forrásmegjelöléseként.